# Apostolic Faith Movement
Apostolic Faith Movement (AFM) var namnet på en lösligt organiserad pingströrelse som existerade i USA 1906-1914.
Pastor Charles Fox Parham hade 1901 börjat tala i tungor och undervisade om att detta var tecknet på att en person var andedöpt. Denna lära, som sedan dess har kännetecknat den moderna pingströrelsen, spred han via sin tidning Apostolic Faith och väckelsekampanjer i den amerikanska mellanvästern.
De församlingar som bildades som en följd av denna verksamhet hade 1906 mellan 8000 och 10 000 medlemmar i Kansas, Texas, Arkansas, Oklahoma och Missouri. Detta år sammanslöt man sig under Parhams ledning men redan året därpå hade Parham förlorat sin auktoritet, bland annat på grund av anklagelser om att ha haft sex med unga pojkar.
Rörelsens ledning övertogs istället av Howard Goss, L C Hall, D C O Opperman och A G Canada. Senare valdes den förre baptistpastorn Eudorus N Bell också in i ledningen.
Pingstbudskapet spreds samtidigt inom andra kristna kyrkor och församlingar och åstadkom 1907 en sprängning av trossamfundet Church of God in Christ (CGOIC). De som anslöt sig till AFM:s lära om andedop och tungotal bildade en egen CGOIC under ledning av C H Mason och började samarbeta med AFM. Efter hand kom även många AFM-församlingar, från 1910, att företrädesvis kalla sig Church of God in Christ.
1914 gick AFM, Masons CGOIC och en rad andra pingstförsamlingar ihop och bildade Assemblies of God, vid ett predikantmöte i Hot Springs, Arkansas.